# Independencia kommun, La Rioja
Departamento de Independencia är en kommun i Argentina.   Den ligger i provinsen La Rioja, i den centrala delen av landet, 1 000 km nordväst om huvudstaden Buenos Aires. Antalet invånare är 20 620.
Omgivningarna runt Departamento de Independencia är i huvudsak ett öppet busklandskap. Trakten runt Departamento de Independencia är nära nog obefolkad, med mindre än två invånare per kvadratkilometer.